# Robert Williams (adjudant-général)
Pour les articles homonymes, voir Robert Williams.
Robert Williams (5 novembre 1829-24 août 1901) était un officier de l'armée américaine (US Army) qui a occupé le poste d'adjudant général de l'armée américaine de 1892 à 1893.

## Biographie
Il est né dans le comté de Culpeper, en Virginie, et a été diplômé de l'Académie militaire des États-Unis en 1851. Il a été nommé au 1er régiment de dragons (Regiment of Dragoons), dans lequel il a servi jusqu'au début de la guerre de Sécession. Il occupe divers postes d'état-major au début de la guerre, avant de devenir colonel du 1er régiment de cavalerie volontaire du Massachusetts (1(st) Massachusetts Volunteer Cavalry) en octobre 1861. Il démissionne de son poste de volontaire en octobre 1862 et devient major au département de l'adjudant général.
Williams reste dans le département de l'adjudant général après la fin de la guerre et est promu lieutenant-colonel en février 1869. Il occupe le poste d'adjudant général du département du Missouri, du département de la Platte et de la division du Missouri, ce qui lui vaut d'être promu colonel en juillet 1881. En décembre 1890, il retourne au département de l'adjudant général à Washington et est élevé au rang d'adjudant général de l'armée américaine avec le grade de Brigadier General (Général de brigade) en juillet 1892. Il prend sa retraite en novembre 1893.
Il meurt en août 1901 à Netherwood dans le New Jersey et est enterré au cimetière national d'Arlington.

## Source
- (en) Cet article est partiellement ou en totalité issu de l’article de Wikipédia en anglais intitulé « Robert Williams (adjutant general) » (voir la liste des auteurs).